# Lijst van oorlogsmonumenten in Beekdaelen
De Nederlandse gemeente Beekdaelen heeft 13 oorlogsmonumenten. Hieronder een overzicht.
| Nr.  | Object                                          | Herdachte groep | Ontwerper                                                    | Onthulling        | Type            | Locatie                         | Plaats                                       | Coördinaten                   | Foto                              |
| ---- | ----------------------------------------------- | --- | ------------------------------------------------------------ | ----------------- | --------------- | ------------------------------- | -------------------------------------------- | ----------------------------- | --------------------------------- |
| 724  | Oorlogsmonument                                 | burgerslachtoffers                                                                                                   |                                                              |                   | kruis           | Schoolstraat, 6336 AN           | Hulsberg                                     | 50° 53' 27" NB, 5° 51' 35" OL |                                   |
| 741  | Monument voor Geallieerde Piloten               | geallieerde militairen                                                                                               |                                                              | 17 september 1986 | plaquette       | Opfertgeltstraat 4, 6363 BW     | Wijnandsrade                                 | 50° 54' 18" NB, 5° 53' 3" OL  | Monument voor Geallieerde Piloten |
| 1334 | Oorlogsmonument                                 | militairen in dienst van het Ned. Kon. na 1945, militairen in dienst van het Ned. Kon. 1940-1945, burgerslachtoffers |                                                              |                   | reliëf          | Raadhuisstraat, 6438 GZ         | Oirsbeek                                     | 50° 57' 5" NB, 5° 54' 31" OL  |                                   |
| 1337 | Indië-monument                                  | militairen in dienst van het Ned. Kon. na 1945                                                                       | Wiel Bruls                                                   |                   | zuil            |                                 | Schinnen                                     | 50° 56' 33" NB, 5° 53' 11" OL |                                   |
| 1338 | Oorlogsmonument                                 | militairen in dienst van het Ned. Kon. na 1945, militairen in dienst van het Ned. Kon. 1940-1945                     |                                                              |                   | overig          | Aan de Kerk 3, 6436 CT          | Amstenrade                                   | 50° 56' 21" NB, 5° 55' 39" OL |                                   |
| 1339 | Oorlogsmonument                                 | burgerslachtoffers                                                                                                   | Ger Extra                                                    |                   | gedenksteen     | Mulderwegske, 6365              | Thull                                        | 50° 56' 9" NB, 5° 53' 52" OL  |                                   |
| 1341 | Centraal Oorlogsmonument                        | algemeen | Louis Wierts                                                 |                   | zuil            | Scalahof 1, 6365 BK             | Schinnen                                     | 50° 56' 34" NB, 5° 53' 14" OL |                                   |
| 1640 | Monument voor de Gevallenen                     | burgerslachtoffers                                                                                                   | Jos Hermans (22-09-1930)                                     | 30 december 1959  | beeld/sculptuur | Deweverplein 1, 6361 BZ         | Nuth                                         | 50° 55' 8" NB, 5° 53' 13" OL  |                                   |
| 1793 | Herdenkingsmonument                             | algemeen, burgerslachtoffers                                                                                         | Twan Lendfers (1945)                                         | 18 september 1994 | overig          | Beatrixstraat 1, 6451 EX        | Schinveld                                    | 50° 58' 3" NB, 5° 58' 60" OL  |                                   |
| 2253 | Gedenksteen op de gevel van de Sint-Clemenskerk | burgerslachtoffers, vervolgden Nederland                                                                             |                                                              |                   | gedenksteen     | Wilmenweg 1A, 6447 AW           | Merkelbeek                                   | 50° 57' 13" NB, 5° 56' 26" OL |                                   |
| 2254 | Monument op het R.K. kerkhof                    | burgerslachtoffers                                                                                                   | Steenhouwerij Laudy                                          | 30 december 1946  | beeld/sculptuur | Grote Gats, 6451 CN             | Schinveld                                    | 50° 58' 11" NB, 5° 58' 29" OL |                                   |
| 2255 | Monument bij de Calvarieberg                    | militairen in dienst van het Ned. Kon. na 1945, burgerslachtoffers                                                   |                                                              | 30 december 1953  | overig          | Grote Gats, 6451 CN             | Schinveld                                    | 50° 58' 11" NB, 5° 58' 29" OL |                                   |
| 2257 | Monument bij de Sint-Dionysiuskerk              | burgerslachtoffers                                                                                                   | Henri Ritzen (ontwerp), Steenhouwerij Ackermans (uitvoering) | 24 november 1945  | reliëf          | Deken Keulenplein 1, 6365 BJ    | Schinnen                                     | 50° 56' 32" NB, 5° 53' 17" OL |                                   |
|      | Stolpersteine                                   | vervolgden Nederland.                                                                                                | Gunter Demnig                                                |                   | reliëf          | Zie Stolpersteine in Beekdaelen | Amstenrade, Doenrade, Merkelbeek, Nuth, Puth |                               |                                   |

Beek ·
Beekdaelen ·
Beesel ·
Bergen ·
Brunssum ·
Echt-Susteren ·
Eijsden-Margraten ·
Gennep ·
Gulpen-Wittem ·
Heerlen ·
Horst aan de Maas ·
Kerkrade ·
Landgraaf ·
Leudal ·
Maasgouw ·
Maastricht ·
Meerssen ·
Mook en Middelaar ·
Nederweert ·
Peel en Maas ·
Roerdalen ·
Roermond ·
Simpelveld ·
Sittard-Geleen ·
Stein ·
Vaals ·
Valkenburg aan de Geul ·
Venlo ·
Venray ·
Voerendaal ·
Weert